# Fulmarus glacialis
Il fulmaro (Fulmarus glacialis) è un uccello d'alto mare
diffuso nell'Oceano Atlantico settentrionale.
Cova in colonie su scogliere marine, in buche su scarpate inaccessibili e occasionalmente pure in edifici, frequentemente sulle coste islandesi, irlandesi, della Gran Bretagna, Bretagna, Fær Øer e alcune coste norvegesi, nelle Isole Svalbard nonché sull'isola di Helgoland (Germania).
Lunghezza: 47 cm

Peso: 560-1000 g

Uova: 7,6 x 5,2 cm (covata di 1 solo uovo)

## Galleria d'immagini

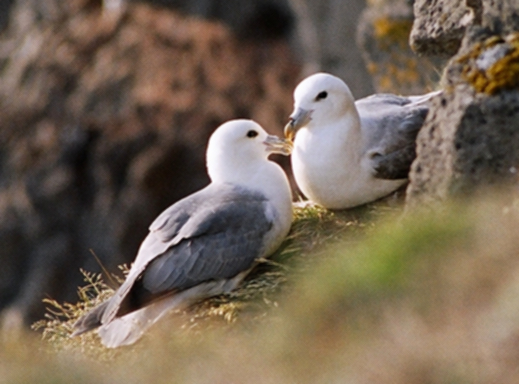
Coppia di fulmari
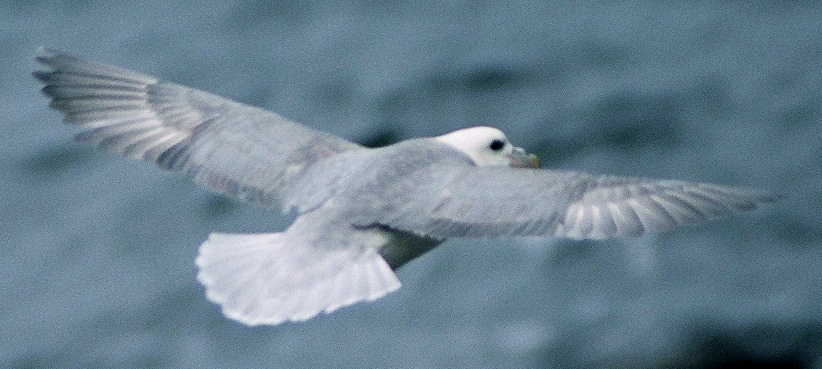
Fulmaro in volo visto dall'alto
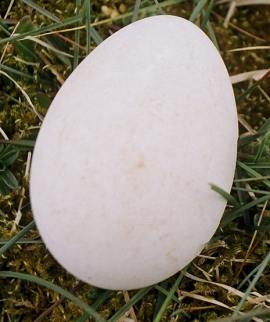
Uovo di fulmaro
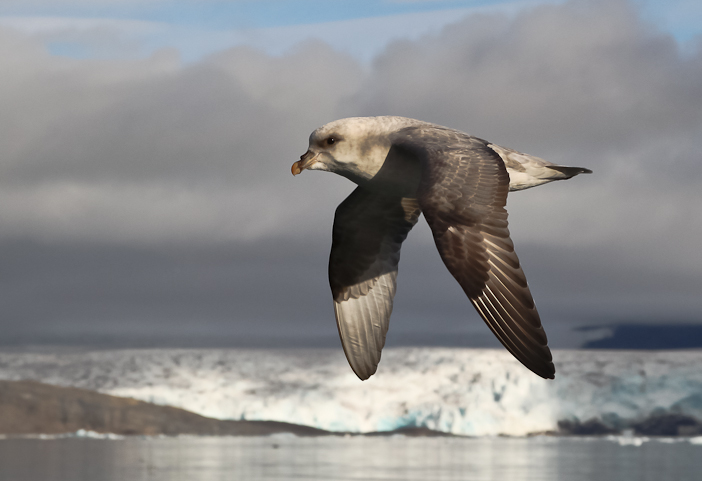
Un Fulmaro in volo nel Kongsfjord, Ny Ålesund, Svalbard